# NGC 240
NGC 240 (ook wel PGC 2653, UGC 473, MCG 1-3-1 of ZWG 410.3) is een spiraalvormig sterrenstelsel in het sterrenbeeld Vissen. NGC 240 staat op ongeveer 509 miljoen lichtjaar van de Aarde.
NGC 240 werd op 22 oktober 1886 ontdekt door de Amerikaanse astronoom Lewis A. Swift.